# Liolaemus chillanensis
Espèce
Synonymes
- Liolaemus monticola chillanensis Müller & Hellmich, 1932

Statut de conservation UICN

 LC  : Préoccupation mineure
Liolaemus chillanensis est une espèce de sauriens de la famille des Liolaemidae.

## Répartition et habitat
Cette espèce est endémique du Chili. Elle se rencontre dans les régions du Biobío et d'Araucanie. On la trouve entre 1 500 et 2 300 m d'altitude. Elle vit dans les zones broussailleuses tempérées.

## Description
C'est un saurien ovipare.

## Étymologie
Son nom d'espèce, composé de chillan et du suffixe latin -ensis, « qui vit dans, qui habite », lui a été donné en référence au lieu de sa découverte, la ville de Chillán.

## Publication originale
- Müller & Hellmich, 1932 : Beiträge zur Kenntnis der Herpetofauna Chiles. IV. Liolaemus monticola, ein weiterer neuer Rassenkries aus den Hochanden Chiles. Zoologischer Anzeiger, vol. 99, p. 177-192.